# Bedrag
Bedrag è una serie televisiva danese trasmessa dal 1º gennaio 2016 sul canale DR1.
In Italia, la serie è inedita.

## Trama
La serie segue tre storie: Mads Justesen, un ufficiale di polizia che lavora in un caso dopo aver trovato un cadavere che galleggia sulla costa, la causa apparente del decesso è un "incidente sul lavoro", mentre installava le turbine della "Energreen", la più grande società di energia eolica nel paese. Con l'aiuto di Alf Rybjerg, un collega della squadra di frodi, ben presto iniziano ad indagare su ciò che sta realmente accadendo all'interno della società.
Dall'altra parte all'interno dell'azienda, vediamo il suo direttore Alexander Södergreen, un uomo di successo, ma qualcosa non va con la sua azienda, sotto il suo comando c'è Claudia Moreno, una giovane avvocato e madre single che lavora nel dipartimento legale, lei riesce a scoprire una serie di anomalie interne che sfidano la normalità della società.
E, infine, troviamo Nicky, un giovane meccanico umile senza connessione apparente alla società, che ha precedenti penali per furto di automobili, il sogno di Nicky è di trasferirsi in un quartiere migliore con la moglie e il figlio appena nato. Un'illusione, dato che non può avvenire, a causa del suo piccolo stipendio, per questa ragione sarà costretto a prendere in considerazione se continuare la vita da criminale, insieme al negozio del suo amico Bimse. 
Mads, Claudia e Nicky hanno una cosa in comune: l'avidità. Nicky vuole più denaro da spendere, Alexander vuole più potere e l'ambizione di Claudia la spinge a fare tutto il necessario per scalare posizioni nella sua carriera lavorativa.

## Personaggi e interpreti

### Principali
- Mads Justesen	(stagione 1-in corso), interpretato da Thomas Bo Larsen
- Alf Rybjerg (stagione 1-in corso), interpretato da Thomas Hwan
- Claudia Moreno (stagione 1-in corso), interpretata da Natalie Madueño
- Nicky (stagione 1-in corso), interpretato da Esben Smed Jensen

### Secondari e ricorrenti
- Alexander "Sander" Sødergren (stagione 1), interpretato da Nikolaj Lie Kaas
- Bimse (ricorrente stagione 1-2), interpretato da Lucas Hansen
- Lina (ricorrente stagione 1-2), interpretata da Julie Grundtvig Wester
- Knud Christensen (ricorrente stagione 1-2), interpretato da Waage Sandø
- "The Swede" (ricorrente stagione 1-2), interpretato da Claes Ljungmark
- Simon Absalonsen (stagione 2), interpretato da David Dencik
- Amanda Absalonsen (stagione 2), interpretata da Sonja Richter

### Guest
- Hans Peter (stagione 2), interpretato da Søren Malling
- Martin Enevolden (stagione 2), interpretato da Thomas W. Gabrielsson

## Episodi
| Stagione         | Episodi | Prima TV Danimarca | Prima TV Italia |
| ---------------- | ------- | ------------------ | --------------- |
| Prima stagione   | 10      | 2016               | inedita         |
| Seconda stagione | 10      | 2017               | inedita         |

## Premi e riconoscimenti
| Premio                         | Anno | Categoria                                                | Candidato                                         | Risultato       |
| ------------------------------ | ---- | -------------------------------------------------------- | ------------------------------------------------- | --------------- |
| C21 International Drama Awards | 2016 | Miglior serie televisiva drammatica straniera            | Bedrag                                            | Vincitore/trice |
| Robert Awards                  | 2017 | Miglior serie televisiva                                 | Jeppe Gjervig Gram, Anders Toft Andersen, Per Fly | Vincitore/trice |
| Robert Awards                  | 2017 | Miglior attore protagonista in una serie televisiva      | Thomas Bo Larsen                                  | Vincitore/trice |
| Robert Awards                  | 2017 | Miglior attrice protagonista in una serie televisiva     | Natalie Madueño                                   | Candidato/a     |
| Robert Awards                  | 2017 | Miglior attore non protagonista in una serie televisiva  | Esben Smed                                        | Vincitore/trice |
| Robert Awards                  | 2017 | Miglior attore non protagonista in una serie televisiva  | Nikolaj Lie Kaas                                  | Candidato/a     |
| Robert Awards                  | 2017 | Miglior attrice non protagonista in una serie televisiva | Line Kruse                                        | Candidato/a     |